# Robert Eric Barnsley
Robert Eric Barnsley, britanski general, * 1886, † 1968.